# Gergő Lovrencsics
Gergő Lovrencsics (Szolnok, 1 september 1988) is een Hongaars voetballer die bij voorkeur als rechtsbuiten speelt. In 2013 verruilde hij Lombard-Pápa definitief voor Lech Poznań, nadat hij eerder al een seizoen aan de Poolse club werd verhuurd. Hij debuteerde in 2013 in het Hongaars voetbalelftal.

## Clubcarrière
Op 13 juli 2013 werd aangekondigd dat Lovrencsics een contract tot medio 2016 had getekend bij Lech Poznań.

## Interlandcarrière
Op 6 juni 2013 maakte Lovrencsics zijn debuut in het Hongaars voetbalelftal. In een vriendschappelijke wedstrijd tegen Koeweit mocht hij na rust in het veld komen in plaats van József Kanta. In de EK-kwalificatiewedstrijd tegen Griekenland (4–3 verlies) op 11 oktober 2015 maakte Lovrencsics zijn eerste interlanddoelpunt. Met Hongarije nam hij in juni 2016 deel aan het Europees kampioenschap voetbal 2016. Hongarije werd in de achtste finale uitgeschakeld door België (0–4), nadat het in de groepsfase als winnaar boven IJsland en Portugal was geëindigd.
| Interlands van Gergő Lovrencsics voor Hongarije | Interlands van Gergő Lovrencsics voor Hongarije | Interlands van Gergő Lovrencsics voor Hongarije | Interlands van Gergő Lovrencsics voor Hongarije | Interlands van Gergő Lovrencsics voor Hongarije | Interlands van Gergő Lovrencsics voor Hongarije |
| №                                               | Datum                                           | Wedstrijd                                       | Uitslag                                         | Competitie                                      | Goals                                           |
| Als speler bij Lech Poznań                      | Als speler bij Lech Poznań                      | Als speler bij Lech Poznań                      | Als speler bij Lech Poznań                      | Als speler bij Lech Poznań                      | Als speler bij Lech Poznań                      |
| ----------------------------------------------- | ----------------------------------------------- | ----------------------------------------------- | ----------------------------------------------- | ----------------------------------------------- | ----------------------------------------------- |
| 1.                                              | 6 juni 2013                                     | Hongarije – Koeweit                             | 1 – 0                                           | Vriendschappelijk                               |                                                 |
| 2.                                              | 6 september 2013                                | Roemenië – Hongarije                            | 3 – 0                                           | Kwalificatie WK 2014                            |                                                 |
| 3.                                              | 5 maart 2014                                    | Hongarije – Finland                             | 1 – 2                                           | Vriendschappelijk                               |                                                 |
| 4.                                              | 4 juni 2014                                     | Hongarije – Albanië                             | 1 – 0                                           | Vriendschappelijk                               |                                                 |
| 5.                                              | 7 september 2014                                | Hongarije – Noord-Ierland                       | 1 – 2                                           | Kwalificatie EK 2016                            |                                                 |
| 6.                                              | 11 oktober 2014                                 | Roemenië – Hongarije                            | 1 – 1                                           | Kwalificatie EK 2016                            |                                                 |
| 7.                                              | 14 november 2014                                | Hongarije – Finland                             | 1 – 0                                           | Kwalificatie EK 2016                            |                                                 |
| 8.                                              | 18 november 2014                                | Hongarije – Rusland                             | 1 – 2                                           | Vriendschappelijk                               |                                                 |
| 9.                                              | 11 oktober 2015                                 | Griekenland – Hongarije                         | 4 – 3                                           | Kwalificatie EK 2016                            | 26'                                             |
| 10.                                             | 12 november 2015                                | Noorwegen – Hongarije                           | 0 – 1                                           | Kwalificatie EK 2016                            |                                                 |
| 11.                                             | 15 november 2015                                | Hongarije – Noorwegen                           | 2 – 1                                           | Kwalificatie EK 2016                            |                                                 |
| 12.                                             | 4 juni 2016                                     | Duitsland – Hongarije                           | 2 – 0                                           | Vriendschappelijk                               |                                                 |
| 13.                                             | 22 juni 2016                                    | Hongarije – Portugal                            | 3 – 3                                           | EK 2016                                         |                                                 |
| 14.                                             | 26 juni 2016                                    | Hongarije – België                              | 0 – 4                                           | EK 2016                                         |                                                 |

Bijgewerkt op 27 juni 2016.

## Erelijst
Lech Poznań
- Pools landskampioen

2015
1 Király ·
2 Lang ·
3 Korhut ·
4 Kádár ·
5 Fiola ·
6 Elek ·
7 Dzsudzsák ·
8 Nagy ·
9 Szalai ·
10 Gera ·
11 Németh ·
12 Dibusz ·
13 Böde ·
14 Lovrencsics ·
15 Kleinheisler ·
16 Pintér ·
17 Nikolić ·
18 Stieber ·
19 Priskin ·
20 Guzmics ·
21 Bese ·
22 Gulácsi ·
23 Juhász ·
Coach: Bernd Storck
1 Gulácsi ·
2 Lang ·
3 Kecskés ·
4 Attila Szalai ·
5 Fiola ·
6 Orban ·
7 Nego ·
8 Nagy ·
9 Ádám Szalai  ·
10 Cseri ·
11 Holender ·
12 Dibusz ·
13 Schäfer ·
14 Lovrencsics ·
15 Kleinheisler ·
16 Gazdag ·
17 R. Varga ·
18 Sigér ·
19 K. Varga ·
20 Sallai ·
21 Botka ·
22 Bogdán ·
23 Nikolić ·
24 Schön ·
25 Hahn ·
26 Bolla ·
Coach: Rossi